# Udovice
Udovice (izvirno srbsko Удовице) je naselje v Srbiji, ki upravno spada pod Mesto Smederevo; slednja pa je del Podonavskega upravnega okraja.

## Demografija
V naselju, katerega izvirno (srbsko-cirilično) ime je Удовице, živi 1597 polnoletnih prebivalcev, pri čemer je njihova povprečna starost 39,6 let (38,7 pri moških in 40,6 pri ženskah). Naselje ima 589 gospodinjstev, pri čemer je povprečno število članov na gospodinjstvo 3,43.
To naselje je, glede na rezultate popisa iz leta 2002, večinoma srbsko.
|  |

| Demografija | Demografija     | Demografija     |
| Leto        | Št. prebivalcev | Št. prebivalcev |
| ----------- | --------------- | --------------- |
|             |                 |                 |
|             |                 |                 |
|             |                 |                 |
|             |                 |                 |
| 1948        | 1662            |                 |
| 1953        | 1750            |                 |
| 1961        | 1853            |                 |
| 1971        | 1909            |                 |
| 1981        | 1966            |                 |
| 1991        | 1960            | 1880            |
| 2002        | 2132            | 2018            |
|             |                 |                 |

| Etnična sestava po popisu iz leta 2002 | Etnična sestava po popisu iz leta 2002 | Etnična sestava po popisu iz leta 2002 | Etnična sestava po popisu iz leta 2002 | Etnična sestava po popisu iz leta 2002 |
| -------------------------------------- | -------------------------------------- | -------------------------------------- | -------------------------------------- | -------------------------------------- |
| Srbi                                   | Srbi                                   |                                        | 1.967                                  | 97,47%                                 |
| Makedonci                              | Makedonci                              |                                        | 4                                      | 0,19%                                  |
| Črnogorci                              | Črnogorci                              |                                        | 2                                      | 0,09%                                  |
| Hrvati                                 | Hrvati                                 |                                        | 2                                      | 0,09%                                  |
| Slovaki                                | Slovaki                                |                                        | 1                                      | 0,04%                                  |
| Bolgari                                | Bolgari                                |                                        | 1                                      | 0,04%                                  |
| Neznano                                | Neznano                                |                                        | 26                                     | 1,28%                                  |